# 워코이갈베드주

워코이갈베드주

워코이갈베드주(소말리어: Woqooyi Galbeed, 아랍어: وقوي غلبيد) 또는 마로디제흐주(Maroodi Jeex)는 소말리아 북부에 위치한 주로, 주도는 하르게이사이다. 남쪽으로는 에티오피아와 국경을 맞대고 있고 북쪽으로는 아덴만과 맞닿아 있으며 아우달주, 사나그주, 토그데르주와 인접해 있다. 이 곳은 현재 소말리아로부터 독립을 선언했지만 국제적으로 독립 국가로 인정받지 못하고 있는 소말릴란드의 지배하에 있다.

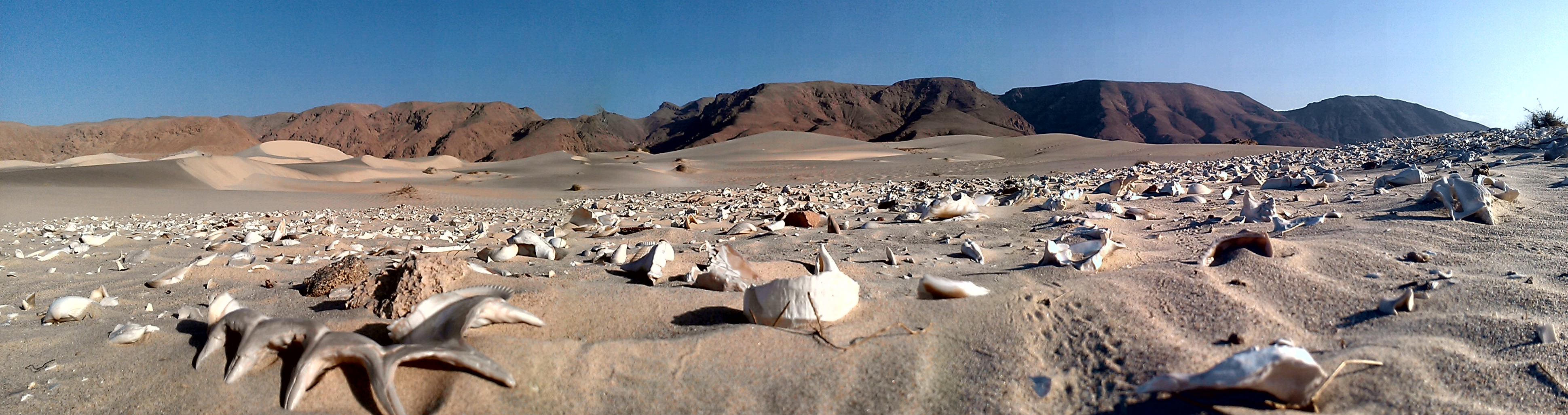

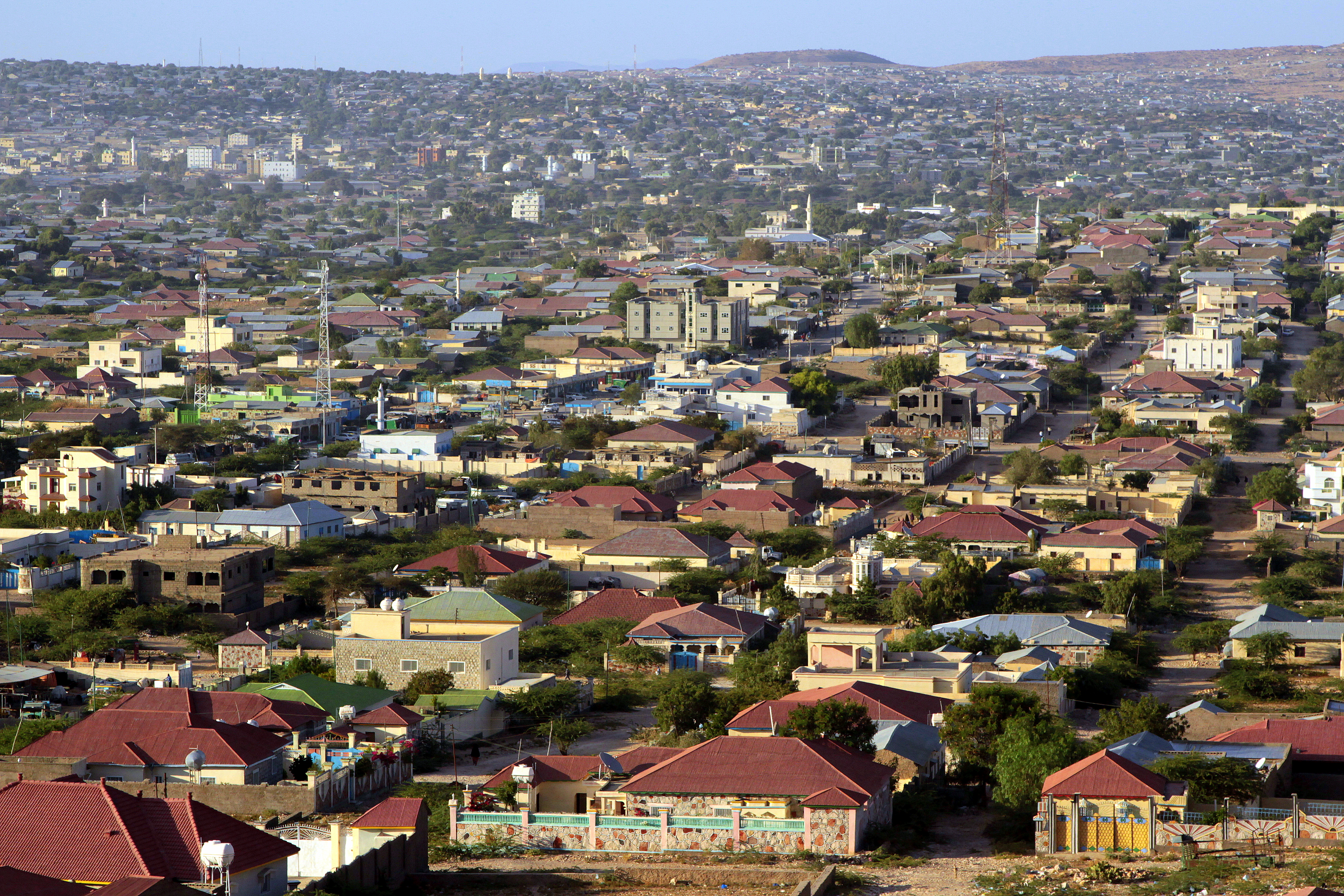

## 같이 보기
- 소말릴란드의 행정 구역